# Matilde Landa
Pour les articles homonymes, voir Landa.
Matilde Landa, née à Badajoz le 24 juin 1904 et morte à Palma de Majorque le 26 septembre 1942, est une femme politique espagnole engagée dans la lutte pour les droits des femmes durant la dictature franquiste.

## Biographie
Née à Badajoz le 24 juin 1904, Matilde Landa ne reçoit pas le baptême, ce qui est rare dans l'Estrémadure d'alors.
Elle est la fille de María Jacinta Vaz Toscano (Maria Jacinta Toscano Vaz en portugais) et de l'avocat Rubén Landa, neveu de l'écrivaine Carolina Coronado.
Elle a deux deux sœurs, Aida et Jacinta (fondatrice avec José Castillejo de l'École Internationale et de l'École plurilingue de Madrid), et un frère, Rubén, ami d'Antonio Machado. Tous trois sont morts durant leur exil au Mexique.
Son père est très lié à l'Institution libre d'enseignement, ami des fondateurs Francisco Giner de los Ríos et Manuel Bartolomé Cossío.
En 1923, à l'âge de 19 ans, Matilde part à Madrid pour étudier les Sciences naturelles. Elle réside à la Residencia de Señoritas, dirigée par María de Maeztu, en compagnie notamment de son amie María Sánchez Arbós.
Elle épouse en 1930 Francisco López Ganivet (1907-1961), militant communiste et neveu de l'écrivain et diplomate Ángel Ganivet.
Elle participe activement à la Seconde République. En 1934, elle prend part au congrès du Comité national des femmes contre la guerre et le fascisme, organisation féministe et populaire d'inspiration communiste présidée par Dolores Ibárruri.
Elle adhère également au Secours rouge international.
Elle entre au Parti communiste espagnol en 1936, à la suite de ses contacts avec le militant italien Vittorio Vidali, délégué du Komintern et cofondateur du Cinquième Régiment, et avec sa compagne, la photographe italienne Tina Modotti.

### Emprisonnement
Le 26 septembre 1939, elle est incarcérée à la prison pour femmes de Ventas de Madrid, où furent emprisonnées notamment Les Treize Roses.
Le 14 août 1940, elle est amenée à la prison pour femmes de Palma de Majorque (Can Sales), l'une des plus terribles prisons de femmes de l'époque franquiste. Condamnée à mort, elle y meurt par défénestration le 26 septembre 1942,.